# سافونوفو
سافونوفو (بالروسية: Сафоново) هي إحدى مدن روسيا في الكيان الفدرالي الروسي سمولينسك أوبلاست.

## أعلام
- إليزافيتا غولوفانوفا